# ТЕЦ Siam Power Generation
12°47′26″ пн. ш. 101°14′45″ сх. д. / 12.79056° пн. ш. 101.24583° сх. д.
ТЕЦ Siam Power Generation (Sipco) — теплоелектростанція у тайській провінції Районг.
В 2010 році на майданчику станції став до ладу парогазовий блок комбінованого циклу потужністю 160 МВт, в якому дві газові турбіни потужністю по 47 МВт живлять через відповідну кількість котлів-утилізаторів одну парову турбіну з показником у 27 МВт.
Станція отримала довгостроковий 25-річний контракт на викуп 90 МВт потужності державною електроенергетичною компанією Electric Generating Authority of Thailand (EGAT), тоді як надлишкова електроенергія постачається розташованому на сусідньому майданчику металургійному заводу компанії G Steel Public Company Limited. Вироблена технологічна пара в обсягах 12 тонн на годину постачається ще одному сусідньому підприємству Siam Ice Factory.
Як паливо станція споживає природний газ (можливо відзначити, що блакитне паливо надходить до  провінції Районг через ГПЗ Районг та термінал для імпорту ЗПГ Мап-Та-Пхут).
Проект реалізували через компанію Siam Power Generation Public Company Limited, яка на момент введення ТЕЦ в експлуатацію належала малайзійській Melewar Industrial Group Berhad (75 %) та японській Sojitz Corporation (25 %).